# Meister des Stralsunder Junge-Altars

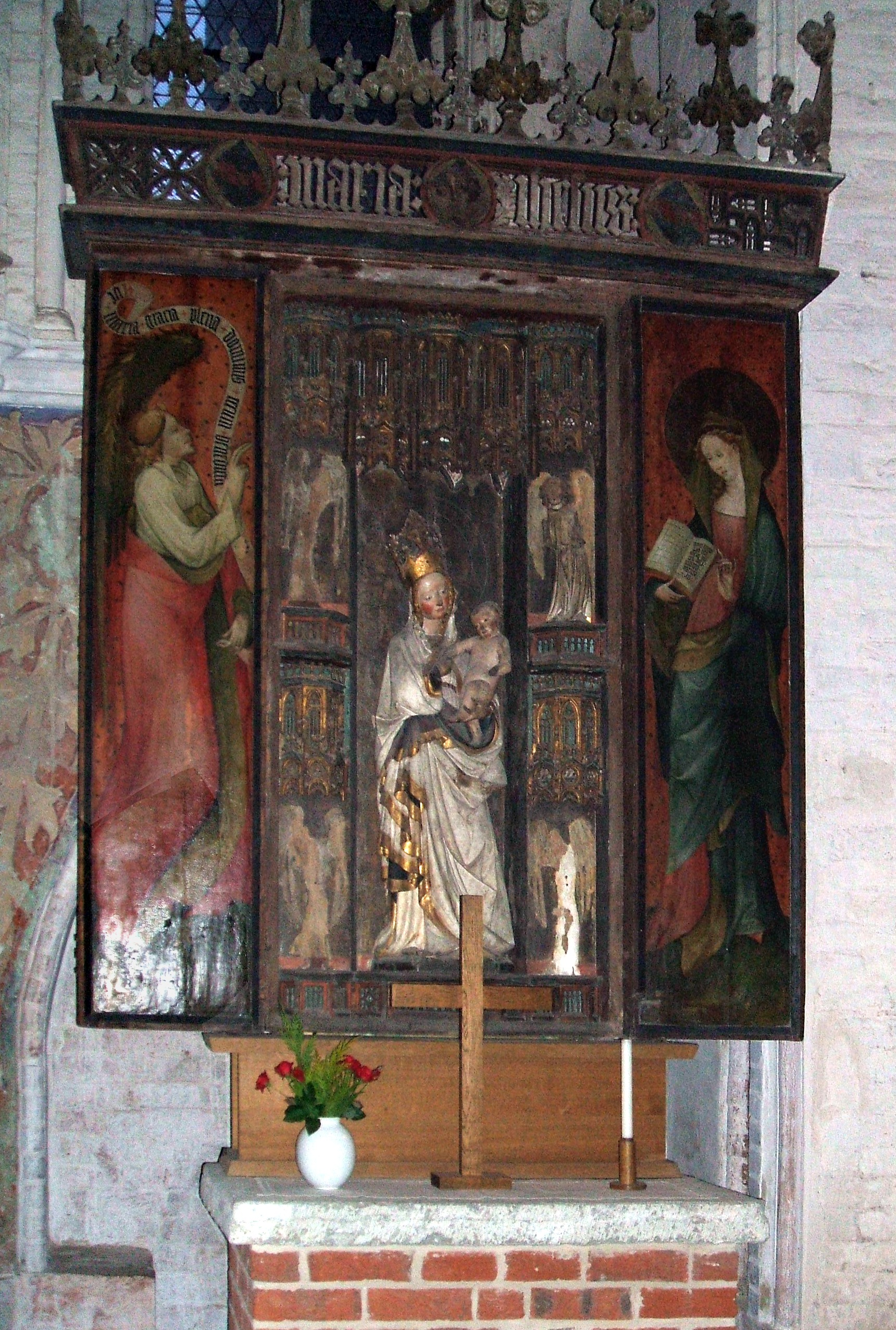
Der Junge-Altar (2007)

Meister des Stralsunder Junge-Altars ist der Notname eines niederdeutschen Bildhauers der ersten Hälfte des 15. Jahrhunderts. Der Meister des Stralsunder Junge-Altars erhielt seinen Notnamen nach seinem Hauptwerk, dem geschnitzten Altar der von Lübeck zugewanderten Stralsunder Familie Junge. Der Nebenaltar, der sich in der Nikolaikirche in Stralsund befindet, ist nur teilweise erhalten.
Die Holzfigur einer gekrönten Madonna im Mittelteil des Altars wurde mit Steinfiguren am ehemaligen Lettner der Marienkirche in Lübeck verglichen. Der Lettner der Lübecker Marienkirche wurde beim Brand nach dem Luftangriff auf Lübeck am 29. März 1942 zerstört. Wegen dieser Werkverbindung, die auf den Kunsthistoriker Walter Paatz zurückging,  wurde der Meister des Stralsunder Junge-Altars auch Lettner-Meister genannt. Seine Werkstatt wurde in Lübeck vermutet. Die Zuschreibungen Lübecker Steinskulptur des beginnenden 15. Jahrhunderts ist bis heute ein höchst kontroverses Thema, das auch den Meister des Stralsunder Junge-Altars umfasst. Nach dem derzeitigen Stand der Forschung kann der Auffassung und Zuschreibung von Paatz nicht weiter gefolgt werden. Die Junge-Madonna wurde aus Nussbaum geschnitzt, der in der Lübecker Bildschnitzerei nicht verarbeitet werden durfte. Die Lettner-Figuren der Lübecker Marienkirche sind aus Baumberger Sandstein und damit möglicherweise gar keine Lübecker, sondern eine westfälische Arbeit.

## Belege
1. ↑  Die Lettnerfiguren wurden in der Kirche erst 1987 nach ihrer Restaurierung wieder aufgestellt.
2. ↑  Die lübeckische Steinskulptur der ersten Hälfte des 15. Jahrhunderts. Schmidt-Römhild, Lübeck 1929 (Veröffentlichungen zur Geschichte der Freien und Hansestadt Lübeck 9, ZDB-ID 520795-2), S. 42ff.
3. ↑  So auch schon Max Paul: Sundische und Lübische Kunst Beiträge zur niederdeutschen Kunstgeschichte. Paul, Berlin 1914 (Greifswald, Phil. Diss., 1914).
4. ↑  Albrecht, S. 135–145.
5. ↑  Albrecht, S. 143.
6. ↑  Albrecht, S. 144.

| Personendaten    | Personendaten                        |
| ---------------- | ------------------------------------ |
| NAME             | Meister des Stralsunder Junge-Altars |
| KURZBESCHREIBUNG | niederdeutscher Bildhauer            |
| GEBURTSDATUM     | 14. Jahrhundert oder 15. Jahrhundert |
| STERBEDATUM      | 15. Jahrhundert                      |